# Eduardo Hontiveros
Eduardo "Fr. Honti" Hontiveros (født 20. december 1923 i Molo i Iloilo City på Filippinerne, død 15. januar 2008) var en filippinsk katolsk præst tilhørende jesuiterordenen, bedst kendt som en komponist og musiker, som betød meget for filippinsk liturgisk musik efter Det andet Vatikankoncil.
Han blev jesuit i 1945. Efter noviciat og præstestudier i USA blev han præsteviet af kardinal Francis Spellman i 1954.
Efter Andet Vatikankoncil opstod et behov for liturgisk musik, blandt andet til brug under fejring af messen, på folkesproget. Blandt Hontiveros' mest kendte værker kompositioner er  "Papuri sa Diyos", "Magnificat", "Maria, Bukang-Liwayway", "Pananagutan".